# مارسيلو فونتي
مارسيلو فونتي (بالإنجليزية: Marcello Fonte)‏ هو ممثل إيطالي ولد بتاريخ 7 نوفمبر 1978 في ميليتو دي بورتو سالفو.

## أعماله
مثل في عدة أفلام ومسلسلات منها دوغمان وعصابات نيويورك.

## وصلات خارجية
- مارسيلو فونتي على موقع IMDb (الإنجليزية)
- مارسيلو فونتي على موقع روتن توميتوز (الإنجليزية)
- مارسيلو فونتي على موقع كينوبويسك (الروسية)

صفحته على IMDb